# Hyphe

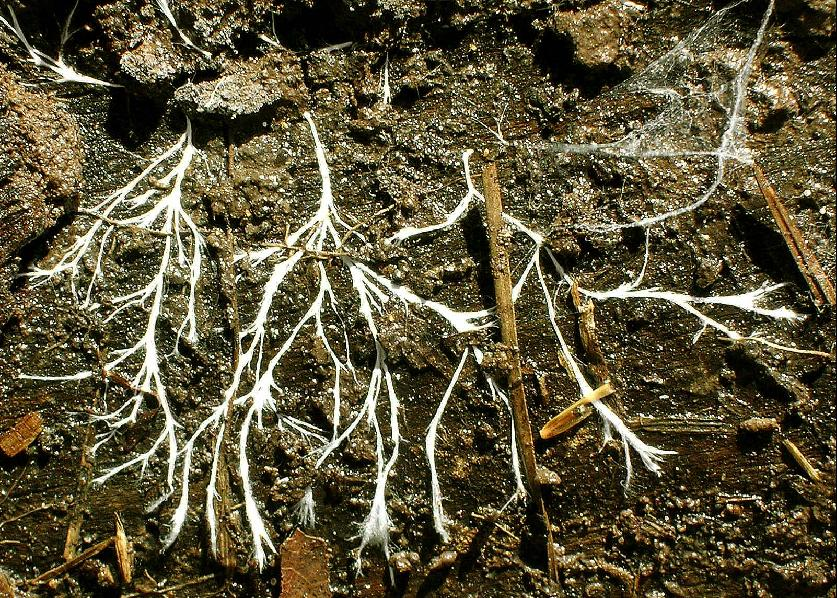
Hyphenstränge, sogenannte Rhizomorphen, aus vielen parallel gelagerten Hyphen gebildet

Hyphen (aus altgriechisch Ὑφή ‚Gewebe‘) bezeichnen verzweigte, einreihige Fäden der Pilze und Streptomyzeten, die durch Septen zellartig unterteilt werden können. Sie werden auch Pilzfäden genannt. Die Gesamtheit der Hyphen wird auch als Mycel bezeichnet und bildet Fruchtkörper aus.

## Beschreibung und Funktion

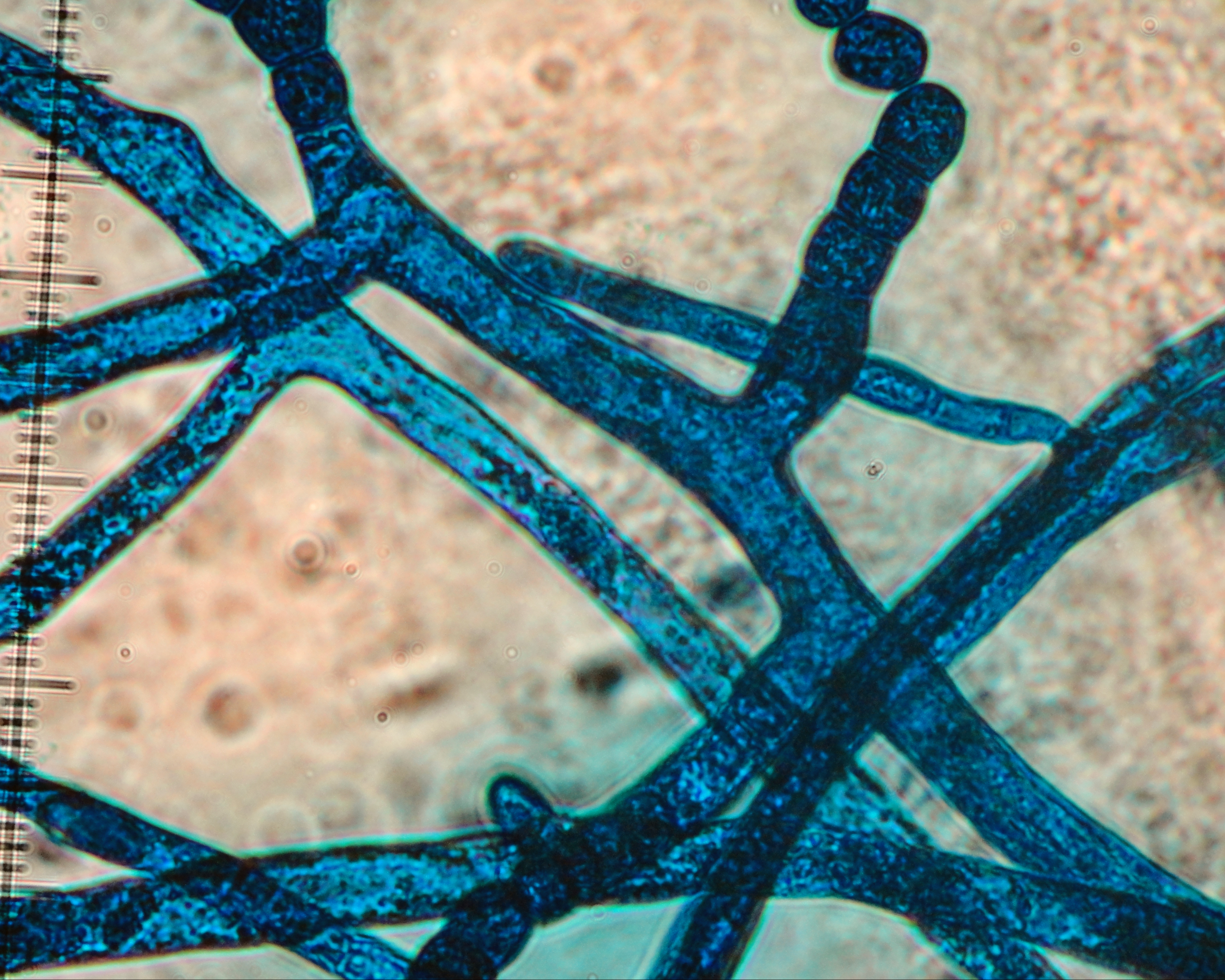
Nahaufnahme von blau angefärbten Pilzhyphen

Der Durchmesser von Hyphen liegt zwischen 2 μm und 100 μm, wobei sie verzweigte oder unverzweigte Formen ausbilden können. Hyphen können parallel aneinanderlagernd auftreten, oder sich in Form von Plektenchym oder Pseudoparenchym zu Fruchtkörpern zusammenschließen. Pilzähnliche Protisten sowie die meisten Schimmelpilze bilden überwiegend unverzweigte Hyphen aus, die unseptiert sind, d. h. ohne unterteilende Septen. Die Hyphen von höheren Pilzen sind dagegen regelmäßig septiert und verfügen über Poren in den Querwänden, welche mitunter charakteristisch für die jeweilige Pilzgattung sind. Diese Art von Pilzfäden wachsen hauptsächlich im Bereich direkt hinter der Spitze.
Hyphen, die zur Aufnahme von Nährstoffen dienen, werden auch als Substrathyphen bezeichnet, während sogenannte Lufthyphen bei Pilzen für die Ausbildung von Fruchtkörpern sorgen. Außerdem gibt es Hyphen, aus denen sich Dauer- oder Vermehrungsorgane bilden, wie Chlamydosporen oder Konidien.
Im Gegensatz zu Pilzhyphen haben die Zellfäden der Actinomycetales meist einen deutlich geringeren Durchmesser (von etwa 1 μm) als die Pilzhyphen und eine ähnliche Zellorganisation wie Prokaryoten.
Obgleich Hyphen als Charakteristikum von Dermatophyten (Fadenpilzen) gelten, werden sie unter bestimmten Bedingungen auch von einigen normalerweise einzelligen Hefepilze (wie z. B. Saccharomyces cerevisiae) ausgebildet.

## Hyphenformen
Hartigsches Netz ein dichtes Netzwerk aus Hyphen symbiontischer Pilze, welches sich zwischen der Epidermis und den äußeren Rindenschichten des Wirtsbaumes erstreckt und Mykorrhiza ausbildet dient Pilz zur Nährstoffaufnahme.
Generative Hyphen Generative Hyphen sind relativ undifferenziert und können reproduktive Strukturen bilden. Sie sind normalerweise dünnwandig und durchscheinend und mehr oder weniger häufig septiert. Auch Schnallen können vorkommen. Gelegentlich sind die Hyphen in eine gelatinöse Matrix eingebunden.
SkeletthyphenSkeletthyphen sind dickwandige, nicht oder nur wenig verzweigte und meist schnallenlose und kaum septierte Hyphen, die dafür oft sehr lang sind. Die Hyphen sterben meist schon sehr früh ab und sind dann plasmafrei und röhrig-hohl. Diese Hyphen geben dem Fruchtkörper Härte und Festigkeit. Fruchtkörper mit Skeletthyphen sind mehr oder weniger korkig oder holzig.
Skelettoide HyphenSkelettoide Hyphen sind dickwandige, generative Hyphen mit echten Septen (Querwänden). Auch Schnallen können vorkommen.
BindehyphenBindehyphen sind mehr oder weniger dickwandige stark verzweigte Hyphen, die dadurch dem Hyphensystem Festigkeit verleihen.